# Vintířov
Vintířov (deutsch Wintersgrün) ist eine Gemeinde in Tschechien. Sie liegt drei Kilometer westlich von Chodov und gehört zum Okres Sokolov.

## Geographie

### Geographische Lage
Vintířov befindet sich südlich des Erzgebirges am Bach Vintířovský potok im Falkenauer Becken. Nach Süden und Westen schließen sich ausgedehnte Abraumhalden und Tagebaulöcher des Braunkohlenbergbaus an.

### Gemeindegliederung
Für die Gemeinde Vintířov sind keine Ortsteile ausgewiesen. Zu Vintířov gehören die Fluren der abgebaggerten Orte Dolní Rozmyšl (Deutschbundesort) und Lipnice (Litmitz).

### Nachbargemeinden
Nachbarorte sind Vřesová und Stará Chodovská im Norden, Chodov im Osten, Chranišov und Nový Chranišov im Südosten, Horní Pískovec im Süden, Královské Poříčí, Jehličná, Lomnice und Týn im Südwesten, Dolní Nivy im Westen sowie Horní Rozmyšl im Nordwesten.
Die umliegenden Ortschaften Nová Chodovská (Braunsdorf), Berghäuser, Alberov (Albernhof), Lipnice (Litmitz) und Dolní Rozmyšl (Deutschbundesort) fielen dem Braunkohlenbergbau zum Opfer.

## Geschichte
Wintersgrün wurde erstmals 1523 im Elbogener Urbar als Besitz des aus niederem Adel stammenden Sebastian Thüssel von Daltitz auf Neusattl erwähnt. 1550 verkaufte Thüssel Neusattl mit allem Zubehör an die Herrschaft Elbogen. Diese verpfändete den Ort 1562 an die Stadt Elbogen; 1598 wurde die Stadt Eigentümer von Wintersgrün. Nach der Schlacht am Weißen Berg wurde der Besitz der Elbogener Bürgerschaft 1622 durch Kaiser Ferdinand II. eingezogen. Die Hofkammer verkaufte 1623 das Gut Litmitz mit dem zugehörigen Wintersgrün an Marie Magdalena Hertel von Leitersdorf. Am Ende des Dreißigjährigen Krieges wurde die Gegend zum Kriegsschauplatz. 1646 begann die Belagerung der Stadt und Burg Elbogen, die bis zum Kriegsende 1648 andauerte. Im 18. Jahrhundert wurde Wintersgrün wieder zur Stadt Elbogen untertänig.
Im 19. Jahrhundert verlor Wintersgrün seinen ursprünglich landwirtschaftlichen Charakter. Zuerst erfolgte die Gewinnung von Eisenerz und Schotter, später wandelte der Abbau der großen Braunkohlenlager den Ort völlig.
Nach der Aufhebung der Patrimonialherrschaften bildete Wintersgrün ab 1850 eine Gemeinde, die dem Gerichtsbezirk Elbogen und dem politischen Bezirk Karlsbad zugeordnet war. Ab 1855 gehörte Wintersgrün zum Bezirk Elbogen und kam 1868 zum Bezirk Falkenau. 1913 wurde die Gemeinde wieder dem Bezirk Elbogen zugeordnet. Nach dem Ersten Weltkrieg kamen tschechische Arbeiter in den Ort; sie waren in den Bergwerken sowie in der Kaolinwäsche der Porzellanfabrik Margarethe beschäftigt. 1930 hatte das Dorf 952 Einwohner, 1939 waren es 986. 
Nach dem Münchner Abkommen wurde die Gemeinde Wintersgrün ins Deutsche Reich eingegliedert und gehörte bis 1945 zum Landkreis Elbogen. Nach dem Ende des Zweiten Weltkrieges kam der Ort zur Tschechoslowakei zurück; es begann die Vertreibung der Deutschen. 
1948 erfolgte die Umbenennung der Gemeinde in Vintířov; sie kam zum Okres Sokolov. 1971 erfolgte die Eingemeindung der zum Abriss vorgesehenen Dörfer Lipnice und Dolní Rozmyšl. Ihre Bewohner wurden nach Vintířov umgesiedelt, dadurch stieg die Einwohnerzahl des Ortes stark an.

## Wappen
Beschreibung: Das Wappen zeigt im Schwarz - Weiß gespaltenen Schild Hammer und Eisen gekreuzt in verwechselten Farben über einem grünen Schildfuß.

## Kultur und Sehenswürdigkeiten
- Kapelle, errichtet 1906.
- Haus in Ständerfachwerkbauweise